# Lenguas nambicuaras
Las lenguas nambicuranas o nambikwara son una reducida familia de lenguas indígenas de la selva amazónica habladas por diversas etnias nambicuaras, hoy extendida por los estados brasileños de Mato Grosso y Rondonia.
Comprende tres grupos de dialectos (dentro de cada grupo hay inteligibilidad mutua):
- Nambicuara septentrional (135 hablantes): Lakondê Latundê, Mamaindê, Nagarotê y Tawandê (5 en total)
- Nambicuara meridional (1150): o nambikwara propiamente dicho, que incluye once variantes entre ellas:[2] Campo, Manduka, Galera y Guaporé)
- Sabanê (60 hablantes): que no está subdividido porque no presenta variación dialectal.[3]

La mayoría de hablantes de lenguas nambikwara son monolingües aunque algunos hombres jóvenes hablan portugués. Especially the men of the Sabanê group are trilingual, speaking both Portuguese and Mamainde.

## Comparación léxica
Los numerales en diferentes lenguas nambicuaras son:
| GLOSA | Septentrional     | Septentrional | Meridional        | Sabanês              | PROTO- NAMBICUARA              |
| GLOSA | Mamaindê          | Latundê       | Meridional        | Sabanês              | PROTO- NAMBICUARA              |
| ----- | ----------------- | ------------- | ----------------- | -------------------- | ------------------------------ |
| '1'   | ɡanaɡa-ãni        | kaʔnah-       | ka³na³gi²         | amulu kata           | *ka³naː³ka⁴(nat³)              |
| '2'   | ɓaah-ãni          | pan-          | ha²li¹            | bala                 | *pʼaː¹l(in¹)                   |
| '3'   | ɓaa-kanaɡa-ãni    | ka'nahpan-    | ha²li¹ ka³na³gi²  | bala.amulu kata.bala | *2+1                           |
| '4'   | ɓaah-ãni ɓaah-ãni |               | ha²li¹ ha²li¹     |                      | *2+2                           |
| '5'   | hikʔ ɡanaɡa hãn   |               | hik²ka² ka³na³gi² |                      | *pik'² ka³naː³ka⁴ 'una mano'   |
| '10'  | hikʔ ɓaah hãn     |               | hik²ka² ha²li¹    |                      | *pik'² pʼaː¹l(in¹) 'dos manos' |